# 冬野心央
冬野 心央（ふゆの みお、2003年12月3日 - ）は、日本の俳優。山口県出身。スターダストプロモーション所属。

## 略歴
2022年より俳優としての活動を開始し、『パパとムスメの7日間』でテレビドラマ初出演。
2025年、スーパー戦隊シリーズ50周年作品『ナンバーワン戦隊ゴジュウジャー』に主人公・遠野吠 / ゴジュウウルフ役で初主演を果たす。

## 人物
高校時代はサッカー部に所属。趣味はサッカー、バスケットボール、格闘技観戦。世界遺産検定2級、英検準1級の資格を持つ。

## 出演
※太字はメインキャラクター

### テレビドラマ
- ドラマストリーム / パパとムスメの7日間（2022年、TBS）
- 夜ドラ / VRおじさんの初恋（2024年、NHK）
- モンスター 第4話（2024年、カンテレ・フジテレビ） - サッカー部員 役
- ナンバーワン戦隊ゴジュウジャー（2025年2月16日 - 、テレビ朝日） - 主演・遠野吠 / ゴジュウウルフ 役

### 映画
- 東京リベンジャーズ2 血のハロウィン編（2023年、ワーナー・ブラザース映画）
  - -運命-（4月21日公開）
  - -決戦-（6月30日公開）
- ナンバーワン戦隊ゴジュウジャー 復活のテガソード（2025年7月25日、東映） - 主演・遠野吠 / ゴジュウウルフ 役[3]
- 彼の瞳に映る僕（2025年10月17日〈予定〉、株式会社 2L）[4]

### ネットムービー
- SSS Special Short Story～ 第三弾「駆ける帰宅部に明日はあるのか」（2020年、YouTube） - 畑中透 役
- 恋にラッキースケベは要りません!!（2024年、BUMP）
- スーパー戦隊シリーズ
  - ナンバーワン戦隊ゴジュウジャー アニバーサリー討論会（2025年、YouTube） - ゴジュウウルフ（声） 役
  - ゴジュウジャー補ジュウ計画 ナンバーワン懺悔室（2025年、東映特撮ファンクラブ） - 遠野吠 役

### CM
- ソニーネットワークコミュニケーションズ ビジョン・ムービー「人類の変化を支える、インフラへ。」（2022年）
- 河合塾（2023年）
- リクルートホールディングス 2023年度ブランド広告（2023年）

### ミュージック・ビデオ
- SUPER BEAVER 「値千金」（2024年）
- Aile The Shota 「Foolish」（2024年）

### 雑誌連載
- NxT-Treasure vol.5（2024年）

### イベント
- NxT-Treasure 2023 Winter Collection（2023年）